# Bernard Joyet
Pour les articles homonymes, voir Joyet.
 (septembre 2022).
Si vous disposez d'ouvrages ou d'articles de référence ou si vous connaissez des sites web de qualité traitant du thème abordé ici, merci de compléter l'article en donnant les références utiles à sa vérifiabilité et en les liant à la section « Notes et références ».
Bernard Joyet, né le 6 juin 1947 à Mont-Saint-Aignan près de Rouen, est un chanteur, auteur-compositeur-interprète.

## Biographie
Bernard Joyet se fait notamment connaître grâce au duo comique « Joyet et Roll Mops », qu'il forme avec le batteur Roland Salomon et qui fera rire des milliers de spectateurs pendant de nombreuses années. Un premier disque compact Si sort en 1993 et sera suivi d'un second en 1997 Facéties enregistré en public.
Après quinze ans de duo, il décide de se produire seul accompagné par le pianiste Jean-Louis Beydon.
En 2001, il sort son premier album solo Prolongations.
Son premier spectacle Prolongations est présenté d'octobre à novembre 2003 au Vingtième Théâtre accompagné au piano en alternance par Nathalie Miravette et Jean-Louis Beydon.
Son second album Au Temps Pour Moi ! sorti en 2004 sera lui aussi présenté au Vingtième Théâtre puis en tournée durant 5 années consécutives et renouvelé au festival d’Avignon off en juillet 2005.
Il sort son troisième album en 2009 intitulé Les Victoires De La Muse, ainsi qu' en 2012 : Autodidacte.
En 2015 paraît Autodidacte II CD plus DVD 18 titres enregistrés en public.
Il est proche du chanteur Allain Leprest et des chanteuses Anne Sylvestre et Juliette, avec qui il a chanté en duo et a participé au festival de Barjac, ainsi que de sa pianiste Nathalie Miravette.
Le 2 octobre 2016, il est la tête d'affiche de la troisième et dernière édition du festival 'Chanson j'écris ton nom' au Théâtre Nout, sur L'Île-Saint-Denis, aux côtés de Bertrand Ferrier, Vincent Ahn, Jann Halexander, Mèche .
En 2017 la pianiste Clélia Bressat-Blum remplace Nathalie Miravette.
Ses chansons sont interprétées au cabaret de la Comédie Française.
En 2018 il reçoit le prix Jacques-Douai,.
En 2020 paraît le double album Bernard Joyet & franginades : sur le premier album figurent de nouvelles chansons, un duo avec Anne Sylvestre et un duo avec Yves Jamait. Sur le deuxième album seize chansons interprétées par de nombreux interprètes et groupes (Juliette, François Morel, Gérard Morel, Nathalie Miravette, Wally, Francesca Solleville , etc.).
Son fils, Arnaud Joyet, est lui aussi chanteur et comédien. Il a également une fille, Sonia.
En 2025 paraît le double album Bernard Joyet & Franginades 2 : sur le premier album figurent de nouvelles chansons, un duo avec Liz Van Deuq, un duo avec Les Joyeux Urbains, et un duo avec Chloé Lacan. Sur le deuxième album 18 chansons interprétées par de nombreux interprètes et groupes (Michèle Bernard, Romain Didier, Jérémie Bossone, Anne Baquet, JeHan, etc.).
Il est programmé en ouverture du Festival de Barjac 2025.

## Discographie

### Albums
2025 : Double album Bernard Joyet & Franginades 2.
CD1
1. Le Béotien et les Sachants
2. La postérité  et après
3. Pauvre Orpailleur
4. Eurêka
5. Point de rupture
6. Securitas
7. Entre Saint-Gilles et Montréal
8. Le Bouilleur de grue
9. Les dents
10. Prélude à fugue
11. L'horizon
12. Tu me quitt'ras plus

CD2
1. Vingt ans
2. Verdun
3. Mayerling
4. D'abord ton Bach
5. Les mots
6. Quand je serai enfant
7. L'accord imparfait
8. Mamy a fait sa révérence
9. Lettre du Vésuve à Pompéi
10. L'étoile
11. Mes lunettes
12. La petite balle perdue
13. Crise économique
14. Bergère, il pleut, il pleut
15. La valse à Gabi
16. C'est l'hiver
17. Djamila
18. J'ai le rap qui s'dilate

2020 : Double album Bernard Joyet & franginades.
CD1
1. Y a plus d’saisons

2. Je vends tout
3. Rien s’en va
4. Chanson-fleuve
5. Fabuliste
6. Marginal
7. Ratures
8. Sage
9. Rétro
10. Frangins
11. Entre les lignes
12. Catimini
CD2
1. Le principe de précaution

2. Ça reste entre nous
3. Marianne il faut changer tout
4. On s’ra jamais vieux
5. Valse-moi
6. La maladie
7. Fille unique
8. Le bref
9. Mobile apparent
10. Julien le déterré
11. J’Ulysse
12. Mélange
13. Photos
14. Retenir la leçon
15. La gérontophile

16. En tout bien tout bonheur